# Rhipidura diluta
El abanico cabecipardo (Rhipidura diluta) es una especie de ave paseriforme de la familia Rhipiduridae endémica del sur de Indonesia.

## Distribución y hábitat
Se encuentra únicamente en las islas de Sumbawa, Flores y las Solor, pertenecientes a las islas menores de la Sonda. Sus hábitats naturales son los bosques tropicales húmedos isleños.